# Я Руская
Я Ру́ская (итал. Jia Ruskaja; урождённая Евгения Фёдоровна Борисенко; 6 января 1902 года, Керчь — 19 апреля 1970 года, Рим) — итальянская танцовщица русского происхождения, хореограф, педагог-теоретик и организатор-практик преподавания «классического» или «свободного» танца.

## Биография

### Эмиграция
Евгения Борисенко родилась в семье офицера русской императорской армии Фёдора Борисенко и Екатерины Курагинской. Вскоре после Октябрьской революции и начала гражданской войны эмигрировала вместе с отцом, прервав обучение танцевальному искусству, начатое в Крыму. Позже Евгения поступила на факультет медицины Женевского университета. В 1920 году, будучи в Константинополе, вышла замуж за Эванса Дэниела Пола (англ. Evans Daniel Pole). В их браке родился сын, который после развода родителей остался жить с отцом в Лондоне. С 1921 года жила и работала в Италии (главным образом в Риме, а с 1927 по 1940 год в Милане), гражданство которой она получила в 1935 году вслед за профессиональным признанием и вторым замужеством.

### Артистическая деятельность (1921—1934)
В Римский период 1920-х годов Я Руская вошла в артистические круги «Дома искусств Брагалья» (итал. Casa d'Arte Bragaglia), в котором 4 июня 1921 года состоялся её сценический дебют: сольная концертная программа «мимических действий и танцев» (итал. «azioni mimiche e danze») по ходу вечера, посвящённого чтению стихов Артуро Онофри. Антону Джулио Брагалья принадлежала идея её псевдонима (отвечавшего моде на русских танцовщиков, порождённой Сергеем Дягилевым и захлестнувшей в это десятилетие всю Европу). Вскоре Я Руская обрела признание в качестве танцовщицы в спектаклях «Театра независимых» (итал. «Teatro degli Indipendenti»), основанного Брагалья (он же стал и постановщиком ряда из них).

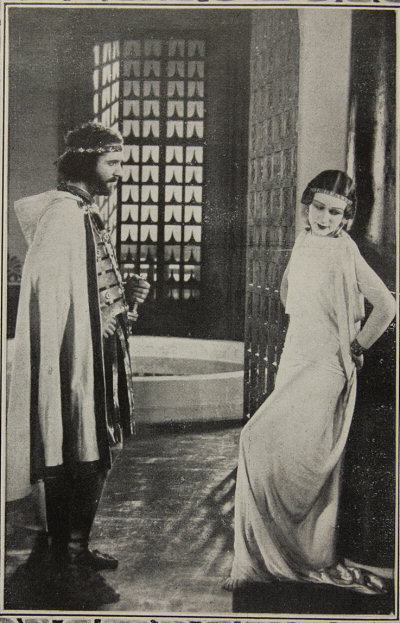
Сцена из фильма «Юдифь и Олоферн»

После успешного римского начала она продолжила балетную карьеру в Милане, где в 1928 году в «Выставочном театре» (итал. «Teatro dell'Esposizione») исполнила партию Сумитры в «мономимической индийской легенде» (итал. «leggenda monomimica indiana») Карло Клаузетти, на музыку будущего главы миланской консерватории Риккардо Пика Манджагалли и в постановке Гвидо Сальвини (итал. Guido Salvini).
Тогда же двумя изданиями — в 1927 и 1928 году — вышла в свет её программная книга «Танец как способ бытия» (итал. «La danza come un modo d'essere»/«La danza come un modo di essere»), получившая широкую известность.

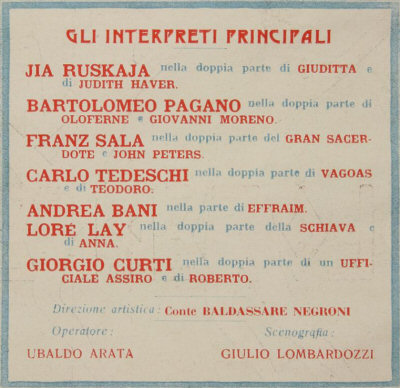
Из рекламной брошюры фильма

А в 1929 году Руская появилась в двойной главной роли последнего немого фильма классика итальянского кино Балдассарре Негрони — «Юдифь и Олоферн».
В том же она впервые всерьёз испытала свои педагогические силы, открыв школу при миланском театре «Даль Верме» (итал. «Teatro Dal Verme»). Знаменательно, что с первых же шагов это была не только профессиональная школа для «взрослых», но и пропедевтические курсы — для девочек с восьми лет. Опыт оказался настолько успешным, что с 1932 по 1934 год Я Руская разделила руководство балетной школой театра «Ла Скала», где одновременно выходила на сцену в хореографических партиях.
Серьёзность поставленных перед собой педагогических задач, страстное увлечение теорией и практикой реформы искусства танца предопределили непростой выбор (вплоть до конфликта с руководством театра): к 1934 году Я Руская завершила сценическую карьеру, чтобы далее полностью сосредоточиться на главной миссии своей жизни.

### О псевдониме
Псевдоним «Jia Ruskaja» (в некоторых ранних написаниях 1920—1930-х годов встречающийся также в вариантах «Yia Ruskaja», «Ja Russkaja» или «Jia Ruskaya»), зафиксировавший латинскими буквами звукосочетание «Я русская», был предложен Антоном Джулио Брагалья, а со времени получения Я Руской итальянского гражданства и признания на профессиональном уровне — практически вытеснил из употребления прежнее имя (в более поздних документах указываемое как «Эуджения Бориссенко: итал. Eugenia Borissenko»). В чрезвычайно редких за истекшее столетие упоминаниях по-русски встречается вариант транскрипции имени в составе псевдонима как «Ия»: он не представляется обоснованным, так как женское имя «Ия» греческого происхождения имеет иную общепринятую форму в итальянском языке — «Ia» (см. Итальянское имя), и тем более не соответствует вышеперечисленным альтернативным написаниям, а главное — «смысловому замыслу» псевдонима.

### Педагогическая деятельность (1934—1970)
Заручившись опытом преподавания ритмического танца и «оркестики» в «Ла Скала», Я Руская открыла в 1934 году свою новую школу первоначально на улице Спига (итал. via Spiga), а вскоре муниципалитет Милана специально для её нужд построил театр под открытым небом более чем на 2000 мест на Монте Тордо (итал. Monte Tordo). Как сообщалось в «Corriere della Sera» от 2 ноября 1934 года:

«Я Руская в данный момент организует в Милане „Стационарную труппу“ из учениц школы античных танцев, воплощая художественные замыслы, уже ставшие заметными и получившие живую оценку после спектаклей в Сиракузах и Эрбе, а также благодаря публичным экзаменам под её руководством в „Ла Скала“. Искусство, страсть и упорство Я Руская делают из этих заботливо отобранных учениц основу для появления современных танцовщиц, подготовленных музыкально, интеллектуально и физически к воплощению танцев античного стиля, привлекательных и возвышенных в силу присущего вкуса и утончённости. В стационарной труппе Я Руская участвуют многочисленные танцовщицы, уже снискавшие успех на экзаменах в „Ла Скала“ и в других театрах; вместе с дебютантками они должны обрести готовность к истинным и подлинным спектаклям чистого танца».
Оригинальный текст (итал.)«Jia Ruskaja sta costituendo in Milano un „Gruppo Stabile“ di allieve di danze classiche, con gli intendimenti artistici già noti e già vivamente apprezzati negli spettacoli di Siracusa, di Erba ed anche attraverso i saggi pubblici eseguiti alla Scala sotto la sua direzione. L'arte, la passione e la tenacia di Jia Ruskaja faranno di queste allieve, scelte con cura, un nucleo di danzatrici moderne preparate musicalmente, intellettualmente e fisicamente per le interpretazioni di danze classiche interessanti ed elevate per gusto e finezza. Del Gruppo Stabile di Jia Ruskaja fanno parte numerose danzatrici che già hanno avuto successo nei saggi alla Scala e in altri teatri; e queste e le nuove verranno addestrate per spettacoli veri e propri di danza pura».

Этот период обретения безоговорочного авторитета в профессии был дополнен изменениями в личном и общественном статусе: Я Руская вступила в 1935 году в брак с Альдо Борелли (итал. Aldo Borelli), редактором «Corriere della Sera», и оформила гражданство Италии. Её супруг в том же году принял участие в нападении на Эфиопию не только в качестве журналиста, но и младшего лейтенанта (с 1936 года — лейтенанта) артиллерии, до 25 июля 1943 года продолжал редактировать проправительственную газету, но и после свержения фашизма был амнистирован и оставался в журналистике до своей смерти в 1965 году.
Я Руская в эти годы продолжала поиски в области педагогики и хореографии, поставив для своей миланской школы «Танец жертвоприношения» из «Ифигении в Авлиде» на музыку Ильдебрандо Пиццетти (1935) и «Похищение Персефоны» на музыку Эннио Поррино (1937). Группа из её учениц, выступив в «Театре на площади Хорста Весселя» (нем. Horst-Wessel-Platz), завоевала серебряную медаль в рамках программы Олимпийских игр в Берлине в 1936 году.
Наконец, в 1940 году Я Руская вернулась в Рим — как оказалось, чтобы вплотную приблизиться к своему главному достижению. Она основала здесь Национальную Королевскую Школу Танца (итал. Regia Scuola Nazionale di Danza), поначалу присоединённую к Национальной академии драматического искусства (итал. Accademia Nazionale d'Arte Drammatica) и окончательно ставшую автономной в 1948 году под сохранившимся до настоящего времени наименованием: Национальная академия танца (итал. Accademia Nazionale di Danza). Принимая сюда для обучения исключительно женщин, Я Руская руководила этим главным хореографическим учебным центром Италии с первого дня и до самой своей смерти в 1970 году (впоследствии это наследие подхватили её ученицы, расширяя и включая в его орбиту передовые и классические течения в искусстве и педагогические новации, с 2006 года почётным директором Академии также стала блистательная Пина Бауш).
Следует вновь подчеркнуть, что, начиная с самого первого опыта при театре «Даль Верме» и на протяжении всего периода деятельности, включая «академический», Я Руская неизменно совмещала идею высшего образования в искусстве танца и подготовительной (пропедевтической) детской школы (в Академии Танца это были, да и остаются, учащиеся в возрасте 6—10 лет). Причём методические задачи этого раннего развития имели для неё чуть ли не противоположный характер по сравнению с «техническим тренингом» классических школ балета, как и спортивной гимнастики «высоких достижений» или т. п. Для указанной методологии пропедевтического воспитания во главе угла особенно явно лежит концепция танца как искусства и творчества прежде всего «психофизического», нежели «технико-артистического». Если перед более старшим учеником может стоять и задача технической «постановки тела на службу искусству» (но и тогда лишь после «оптимизации механизма этого конкретного тела, развития всех его особенностей и корректировки его дефектов», как писал ещё Э. Жак-Далькроз), то для шестилетних и чуть старше эта развивающая и корректирующая задача становится не только самой важной, но, по сути, единственной.

### Надгробие на Тестаччо
Я Руская похоронена на римском «некатолическом» кладбище Тестаччо — территории традиционного мемориального некрополя, в том числе и для россиян (по гражданству или происхождению). Её надгробие на плане и в «реестре знаменитостей», упокоившихся здесь, обозначено кодом 22а в «старой зоне» (итал. «zona vecchia»). Над плитой и постаментом из травертина возвышается бронзовый бюст, изображающий женщину в платке, со скрещенными под горлом руками. На постаменте надпись: 
JIA RUSKAJA
EUGENIA
BORISSENKO
6.I.1902
19.IV.1970

И на плите: 
FONDATRICE DELL'ACCADEMIA
NAZIONALE DI DANZA
DEDICÓ ALL'ARTE COREUTICA
CON SLANCIO ED ABNEGAZIONE
TUTTA SE STESSA.
(«Основательница национальной академии танца. Посвятила хореографическому искусству с решительностью и самоотверженностью всю себя без остатка»).

## Оценки искусствоведческие и историко-политические
С начала 1930-х годов и своего преподавания в танцевальной школе театра «Ла Скала» Я Руская развивала технику и культуру танца, носившую в итальянской хореографии того периода название «оркестика» (итал. orchestica). Она следовала при этом теории и практике Эмиля Жак-Далькроза и другим получившим распространение к тому времени примерам (среди которых как один из образцов необходимо вспомнить Айседору Дункан), а также создала для них собственную систему записи движений, назвав её «Оркестикографией» (итал. Orchesticografia). То, что нередко именовалось в тот период «классическим танцем» (то есть возрождающим, по мнению основоположников, «античные» идеалы), сейчас более принято обозначать как разновидность «свободного» танца, подчёркивая этим его намеренное отступление от академической техники «классического балета». Другой эстетической опорой этого «поиска свободы» (не ослабевающего — и не только в хореографии — на протяжении столетий) является стремление отделить искусство танца от «театра драмы» (понимаемого как «нарративный сюжет», «рассказанная история», что является, по сути, привилегией совсем другого, даже не сценического искусства: нарративной литературы), воссоздав таким образом «чистый танец» как вид искусства неизобразительного, непосредственно отображающего внутренний мир (в отличие от изобразительных искусств, подражающих внешней реальности), подобного музыке и т. п. Критики этого эстетического идеала полагают его «излишне холодным и абстрактным». Тем не менее, такому кредо в танцевальном искусстве Я Руская оставалась верна на протяжении всей своей жизни и деятельности.
Практически всем известным основателям этого художественного направления (см. Свободный танец) оно представлялось не просто «культурным феноменом», но и поисками высокой жизненной философии и средств преобразования человека и общества в соответствии с идеалами их развития (отчасти отразившись и одновременно повлияв на образ мыслей того времени в сочинениях Ницше). Историкам предстоит разобраться, в какой степени эти утопические взгляды влияли на возникновение — или же просто оказались «удобны и полезны» для — тоталитарной фашистской идеологии.
Так или иначе, судьба и творческая деятельность Я Руская и её школы в период итальянского фашизма, то есть до 1945 года, тоже способны служить примером «искусства на службе преступной политики»: ей закономерно ставят в вину и «успехи на государственных конкурсах», и «обслуживание мифологем, питавших режим», и в ещё более справедливой степени — «сотрудничество от случая к случаю с молодёжными женскими организациями Национальной фашистской партии». Вплоть до «приговора» такой деятельности как «культуре соглашательства», а также откровенного забвения этого имени на «исторической родине». Однако не менее справедливо, быть может, задаться вопросом, а настолько ли сильно отличается эта судьба от обстоятельств жизни и творчества её коллег в условиях иного (но, возможно, более нам знакомого) тоталитарного режима или иной, но столь же утопической или обманчиво «романтической» идеологии, в каких не испытывал недостатка XX век? Взаимоотношения искусства и режима в Италии тоже не развивались «линейно» (можно вспомнить в этой связи, что в предвоенную эпоху культурную политику упомянутого режима олицетворяла, несмотря на еврейское происхождение, многолетняя подруга и биограф Муссолини писательница и критик Маргерита Сарфатти (итал. Margherita Sarfatti), страстная поклонница в том числе российского авангарда и сезонов Дягилева, вдохновительница футуристического движения «XX век», вынужденная эмигрировать лишь в конце 1930-х годов из-за насаждения «расовых законов» и ужесточения репрессивной идеологии по «германскому образцу»). Беспристрастное изучение и сопоставление этих процессов и явлений в культуре и судьбах художников и идей, государств и гражданских обществ представляется ещё далеко не тривиальной задачей.
Вне зависимости от политических потрясений и в послевоенной Италии на протяжении четверти века, отпущенной ей, Я Руская в полном объёме сохраняла за собой авторитет и ключевую роль в национальном танцевальном образовании и культуре. Помимо очевидных заслуг организатора и администратора в масштабах страны, она воспитала плеяду учениц и последовательниц, продолжая неустанно развивать это направление искусства, что было не раз отмечено престижными премиями, среди которых заслуживают упоминания за последнее десятилетие её жизни:
- Национальная премия «Золотая Минерва» (итал. Premio Minerva d’Oro) в 1962 году.
- Международная премия имени Изабеллы д’Эсте (итал. Premio Internazionale Isabella d’Este) в 1965 году.

Как отмечают критики и биографы:

«Заигрывания с фашистской властью, передача своих ценностей после смерти в наследство наиболее верным ученицам, вместе с распространением самых невероятных баек про её жизнь, создали из неё фигуру, способную вдохновлять максимальную враждебность, либо же — самое страстное преклонение».
Оригинальный текст (итал.)«I maneggi col potere fascista, il lascito dei suoi gioielli alle più fide discepole dopo la morte, insieme alla diffusione dei più incredibili aneddoti sulla sua vita, ne hanno fatto una figura capace di ispirare la più grande avversione o la passione più travolgente».

## Публикации
- «Танец как способ бытия» (Jia Ruskaja, La danza come un modo d’essere), предисловие Марко Рамперти, Milano, I.R.A.G., 1927; повторное издание[6]: Milano, Alpes, 1928 (итал.).
- «Разъяснение о гимнастических свойствах танцевального искусства, в качестве базового элемента женского физического воспитания» (Jia Ruskaja, Precisazione sulla ginnica della Danza intesa come elemento base dell’educazione fisica femminile), «Il Cigno», № 2, 1953, стр. 57—59 (итал.).
- «Теория и запись танца» (Jia Ruskaja, Teoria e scrittura della danza), Editoriale Spazio, Roma, 1970 (итал.).

## Документальная фильмография
- «Школа классических[10] танцев и ритмической гимнастики Я Руская в театре „Даль Верме“» (Scuola di danze classiche e di ginnastica ritmica di Yia[16] Ruskaja al Teatro dal Verme), в сборнике Stramilano presentato da Za Bum, режиссёр Коррадо Д’Эррико[итал.], ч/б, немой, 1929, 16 минут.
- «Девушки и танцы. Демонстрация методов преподавания Школы классических[10] танцев Я Руская, в Милане» (Fanciulle e danze. Dimostrazione dei metodi didattici della Scuola di danze classiche di Yia[16] Ruskaja, in Milano), хореограф Я Руская, режиссёры Анджело Йаннарелли и Гвидо Альбертелли, ч/б, без даты (1940—1941), 39 минут. Фильм запечатлел следующие хореографические постановки Я Руская: «Романтический XIX век» (итал. Ottocento romantico), «Музыкальный момент» (итал. Momento musicale), «Саломея» (итал. Salomé), «Первое любовное письмо» (итал. Prima lettera d'amore), «Лесное утро» (итал. Mattinata boschereccia).
- «Школа искусства под руководством Я Руская» (La scuola d’arte di Jia Ruskaja), киножурнал «La Settimana INCOM», № 00261, 10 марта 1949 года, ч/б, звуковой, 2,5 мин. — см. в архиве «Института Луче[итал.]» Архивная копия от 4 февраля 2015 на Wayback Machine
- «Я Руская. Танец как способ бытия» (Jia Ruskaja. La danza come modo di essere), режиссёр и хореограф Я Руская, звуковой, 1950-е годы, 25 мин.
- «Танец как способ бытия» (La danza come un modo di essere), на DVD, замысел Ларисы Анисимовой, режиссёры Мауро Станкати и Лариса Анисимова, автор комментария Маргерита Паррилла, 2008 год, 30 мин. (недоступная ссылка) — Об истории Академии танца, в том числе её основательнице.

## Архивные источники
- Государственный архив Милана Архивная копия от 30 июня 2011 на Wayback Machine. Биографич. м-лы Я Руская: Gab. Pref. I, cart. 453. Корреспонденция Я Руская: Cor 198; 1.2; fasc. 206.
- Архив Национальной Академии танца в Риме Архивная копия от 16 декабря 2021 на Wayback Machine. Программы курса Пропедевтики и курсов Воспитания в Движении (Programmi del corso di Propedeutica e dei corsi di Educazione al Movimento) — машинописные не опубликованные материалы.